# Merle Haggard

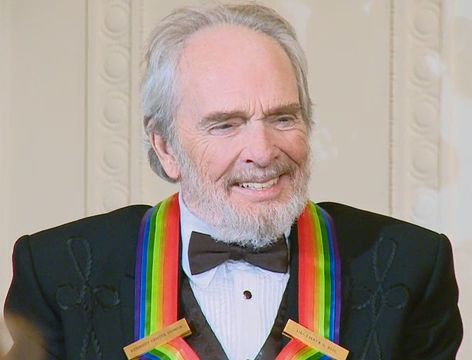
Merle Haggard, 2010

Merle Ronald Haggard (* 6. April 1937 in Bakersfield, Kalifornien; † 6. April 2016 in Palo Cedro, Kalifornien) war ein US-amerikanischer Country-Musiker und Songwriter. Er war einer der wichtigsten Vertreter des Bakersfield Sound und hatte zwischen den 1960er und 1980er Jahren 38 Nummer-eins-Hits in den Billboard-Country-Charts wie Okie from Muskogee, Mama Tried, If We Make It Through December oder Twinkle, Twinkle Lucky Star. Haggard gilt als einer der besten Lyriker des amerikanischen Songwritings und erhielt wegen seiner lebensnahen, ehrlichen Texte den Beinamen „Working man’s poet“.

## Leben

### Kindheit und Jugend
Merle Haggard wurde 1937 in Bakersfield geboren. Die Eltern und zwei Geschwister lebten zu dieser Zeit in einem umgebauten Güterwagen in Oildale. Sein Vater arbeitete für die Santa Fe Railroad und brachte ein regelmäßiges Einkommen mit nach Hause. Bis kurz vor Haggards Geburt hatte die Familie in Oklahoma gelebt. In den 1930er Jahren wurde die Existenz vieler Farmer durch die Große Depression und die Staubstürme in der sogenannten Dust Bowl bedroht. Als dann auch noch das Farmhaus der Familie abbrannte, entschlossen sie sich, wie viele andere, nach Kalifornien auszuwandern, um dort Arbeit in der Landwirtschaft zu finden.
Als Haggard neun Jahre alt war, starb sein Vater. Während seine Mutter arbeitete, um die Familie zu ernähren, wurde Haggard bei Verwandten untergebracht. Mit zehn Jahren riss er das erste Mal von zu Hause aus. Auf einem Güterzug ging es Richtung Norden. Mit zwölf Jahren brachte er sich selbst das Gitarrespielen bei. Er begann mit dem Nachspielen von Stücken Bob Wills’ und Hank Williams’; später begeisterte er sich für die Musik von Lefty Frizzell. Mehrere Jahre lang spielte er fast ausnahmslos Frizzells Songs und adaptierte nach und nach dessen Stil.
Seine ersten bezahlten Auftritte hatte er 1951 in Modesto. Zusammen mit einem Freund spielte er für fünf Dollar am Abend. In diesen Jahren kam Haggard regelmäßig mit dem Gesetz in Konflikt und wurde wiederholt in Jugendgefängnisse und Besserungsanstalten eingewiesen. Dazwischen schlug er sich mit kleineren Jobs durch. Er war unter anderem Koch und Lastwagenfahrer, und er machte Musik. 1953 gab sein Idol Lefty Frizzell ein Konzert in Bakersfield. Merle schaffte es, ihm einige Songs vorzuspielen. Frizzell war so beeindruckt, dass Haggard an diesem Abend gemeinsam mit ihm auftreten durfte.
1957 wurde Haggard bei einem Einbruch gefasst und verbrachte die folgenden drei Jahre im Gefängnis San Quentin, wo er unter anderem den in der Todeszelle auf seine Hinrichtung wartenden Caryl Chessman kennenlernte. Dort sah er im Januar 1958 Johnny Cash auf der Bühne bei seinem ersten Konzert für die Insassen eines Zuchthauses. Beeindruckt von Cash und seiner Musik startete Haggard im Anschluss an die Haftstrafe seine Musikerkarriere.

### Die ersten Erfolge
1960 auf Bewährung entlassen, schloss sich Haggard der Country-Szene von Bakersfield an, die während seiner Haft enorm an Bedeutung gewonnen hatte. Aufstrebender Star war Buck Owens, der den Bakersfield Sound prägte. Haggard spielte als Ersatzmann im Lucky Spot Club. Dort freundete er sich mit Fuzzy Owen an, der später sein Manager werden sollte. Owen besaß eine kleine Plattenfirma. Haggard spielte die Eigenkomposition Skid Row ein, die auf der B-Seite von Owens Singin’ My Heart out veröffentlicht wurde. Es wurden insgesamt 200 Singles gepresst.
1962 fuhr Haggard nach Las Vegas, um eine Vorstellung von Wynn Stewart zu besuchen. Er hatte die Gelegenheit, ein paar Songs vorzutragen, woraufhin Stewart ihn in seine Band aufnahm. Kurz darauf bat Haggard Stewart, dessen Neukomposition Sing a Sad Song selbst aufnehmen zu dürfen. Sie wurde Haggards zweite Single, wieder produziert von Fuzzy Owen, und sie wurde ein Top-Twenty-Hit, der Haggard in der Country-Szene von Bakersfield etablierte. Es folgten weitere Platten, die sich zunehmend besser verkauften. 1965 stellte er eine eigene Band zusammen: The Strangers. Mitglied der Band war der Gitarrist Roy Nichols, der als einer der bedeutsamsten Musiker des Bakersfield Sounds gilt. Seinen ersten Nummer-1-Hit hatte Haggard 1966 mit The Fugitive. 1967 erreichte er viermal hintereinander die Spitze der Country-Charts, mit dem autobiographischen Mama Tried stand er 1968 vier Wochen an der Spitze der Country-Charts.

### Okie from Muskogee
1969 schrieb Haggard den Song Okie from Muskogee. Der Legende nach fuhr die Band während einer Tournee durch den kleinen Ort Muskogee in Oklahoma und es wurden ein paar Witze über den Namen gerissen. Daraus entstand ein Song, in dem ein Okie, also ein ländlicher, weißer, armer US-Amerikaner aus Oklahoma mit geringer Bildung, über die langhaarigen Hippies herzieht, die Haschisch und LSD konsumieren, und ihnen die Werte des konservativen Südstaatenamerikaners entgegenstellt. In der Zeit der Anti-Vietnamproteste und des gesellschaftlichen Umbruchs hatte Haggard genau den Nerv der Konservativen getroffen, indem er die Gefühle der Menschen wiedergab, die sich nicht mit der aktuellen Entwicklung identifizierten, sondern von ihr irritiert oder abgestoßen waren.
Bevor der Song im Studio eingespielt wurde, trugen ihn Merle und seine Band in einem Konzert in Fort Bragg vor. Die GIs tobten vor Begeisterung. Merle Haggard sagte später, er habe in diesem Moment gespürt, dass dieser Song etwas Besonderes sei, und dass er zum ersten Mal sein Publikum wirklich erreichte.
Der Song polarisierte entsprechend stark: Während die Liberalen Haggard Verrat vorwarfen, waren konservative Kreise von dem Song begeistert, Richard Nixon wurde angeblich über Nacht sein Fan. Haggard sagte in Interviews mehrfach, der Song sei eigentlich ironisch gemeint gewesen. Okie from Muskogee wurde nicht zuletzt wegen seiner eingängigen Melodie zum Hit, und Merle Haggard über die Country-Gemeinde hinaus zu einem Begriff. Kinky Friedman, der Haggard als „großen amerikanischen Poeten“ bezeichnete, parodierte den Song später: Bei ihm hieß es zur selben Melodie (I’m Proud to Be an) Asshole from El Paso.

### Weitere Karriere

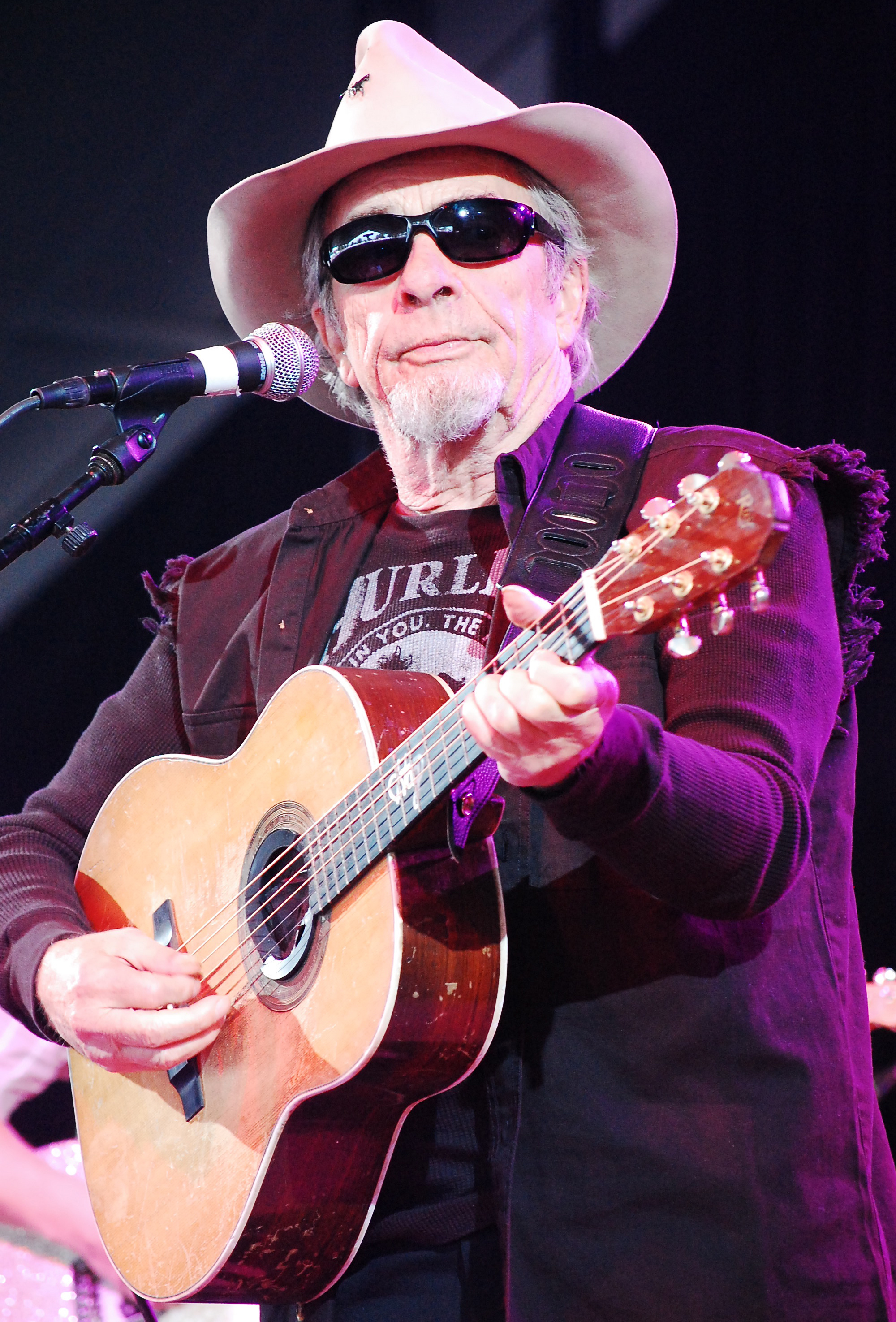
Merle Haggard (2009)

Die erste Single nach Okie From Muskogee, The Fighting Side of Me, schlug textlich in dieselbe Kerbe wie der Vorgängersong: Hierin kritisierte er die Gegner des Vietnamkriegs und sprach ihnen den Patriotismus ab. Der Song schaffte es ebenfalls an die Spitze der Charts. Die Erfolge hielten an bis Mitte der 80er Jahre. Seine größten Hits in dieser Zeit waren If We Make It Through December (1973) und sein Duett mit Willie Nelson, bei dem sie 1985 Townes Van Zandts Pancho and Lefty interpretierten. Insgesamt hatte Haggard in seiner Karriere 38 Nummer-1-Hits – seinen letzten 1987: Twinkle, Twinkle Lucky Star. 1994 tauchte er zu Lebzeiten das letzte Mal mit In My Next Life in der Country-Hitparade auf. Im selben Jahr wurde er in die Country Music Hall of Fame aufgenommen.
2001 gelang ihm mit dem Achtungserfolg von Roots Vol. 1 ein kleines Comeback. Hier wurde versucht, mit einem ähnlichen Marketing-Konzept wie bei Johnny Cashs American Recordings, nicht auf die Mainstream-Countrycharts zu zielen, sondern ein jüngeres Publikum zu erreichen, das sich eher an Independent-Musik orientiert. 2007 brachte er das Album Working Man’s Journey heraus, das sechs neue Titel und sechs alte, jedoch unveröffentlichte Titel enthält.
Im November 2008 musste ein bösartiger Tumor aus seiner Lunge entfernt werden. Anfang 2010 unterschrieb Haggard einen neuen Plattenvertrag bei Vanguard Records, wo im Oktober 2011 sein letztes eigenes Album Working in Tennessee erschien. 2014 nahm Suzy Bogguss ihm zu Ehren das Tribut-Album Lucky auf. Den letzten großen Erfolg feierte Haggard im Frühjahr 2015 mit dem gemeinsam mit Willie Nelson eingespielten Album Django and Jimmie, das Platz 7 der US-amerikanischen Album-Charts und Platz 1 in den Billboard Country-Charts erreichte.
Merle Haggard starb am 6. April 2016, seinem 79. Geburtstag, in Palo Cedro im Shasta County, Kalifornien an den Folgen einer Lungenentzündung.

## Rezeption
Haggard schaffte es mit seiner Stimme über Jahrzehnte, Publikum und Kritiker gleichermaßen anzusprechen. Seine sparsam instrumentierten und arrangierten Songs wirken authentisch und ungekünstelt. Der Rolling Stone schrieb: „Merle Haggards tougher und dabei doch sanfter Bariton war in den 60er und 70er Jahren der Inbegriff von Country Music“.
Der Fach-Journalist Walter Fuchs sagte einmal: „Merle Haggard ist genau der Typ, den man eigentlich hinter Johnny Cash vermuten würde. Doch während der so hart und brutal wirkende Cash nur eine einzige Nacht in einem Gefängnis zugebracht hat, saß der fast zart und sehr sensibel wirkende Haggard insgesamt sieben Jahre hinter Gittern.“
Der Rolling Stone listete ihn auf Rang 77 der 100 größten Sänger sowie auf Rang 33 der 100 größten Songwriter aller Zeiten. Bei den bedeutendsten Country-Künstlern aller Zeiten belegte er vor Hank Williams und Johnny Cash Platz eins.

## Auszeichnungen
- 1965: Academy of Country Music Awards in den Kategorien Top Vocal Duo zusammen mit Bonnie Owens und Top New Male Vocalist
- 1966: Academy of Country Music Award in der Kategorie Top Male Vocalist
- 1967: Academy of Country Music Award in der Kategorie Top Vocal Duo zusammen mit Bonnie Owens
- 1967: TNN Award in der Kategorie Top Male Vocalist
- 1968: TNN Award in der Kategorie Top Male Vocalist
- 1969: Academy of Country Music Awards in den Kategorien Single Of The Year, Album Of The Year, Top Male Vocalist und Top Vocal Duo zusammen mit Bonnie Owens
- 1970: Academy of Country Music Awards in den Kategorien Entertainer Of The Year und Top Male Vocalist
- 1970: Country Music Association Awards in den Kategorien Entertainer of the Year, Single of the Year, Album of the Year und Male Vocalist of the Year
- 1972: Academy of Country Music Award in der Kategorie Top Male Vocalist
- 1972: Country Music Association Award in der Kategorie Album of the Year
- 1974: Academy of Country Music Award in der Kategorie Top Male Vocalist
- 1981: Academy of Country Music Award in der Kategorie Top Male Vocalist
- 1982: Academy of Country Music Award in der Kategorie Song Of The Year
- 1983: Country Music Association Award in der Kategorie Vocal Duo of the Year zusammen mit Willie Nelson
- 1985: Grammy in der Kategorie Beste männliche Gesangsdarbietung – Country
- 1997: Aufnahme in die Oklahoma Music Hall of Fame
- 1999: Grammy in der Kategorie Beste Zusammenarbeit mit Gesang – Country
- 2006: Grammy Lifetime Achievement Award
- 2010: Kennedy-Preis

## Diskografie
Studioalben

| Jahr | Titel Musiklabel                                                                                   | Höchstplatzierung, Gesamtwochen, AuszeichnungChartplatzierungen (Jahr, Titel, Musiklabel, Platzierungen, Wochen, Auszeichnungen, Anmerkungen) | Höchstplatzierung, Gesamtwochen, AuszeichnungChartplatzierungen (Jahr, Titel, Musiklabel, Platzierungen, Wochen, Auszeichnungen, Anmerkungen) | Anmerkungen                              |
| Jahr | Titel Musiklabel                                                                                   | US | Country | Anmerkungen                              |
| ---- | -------------------------------------------------------------------------------------------------- | --- | --- | ---------------------------------------- |
| 1965 | Strangers Capitol Records                                                                          | — | Country9 (6 Wo.)Country | Erstveröffentlichung: 6. September 1965  |
| 1966 | Swinging Doors Capitol Records                                                                     | — | Country1 (36 Wo.)Country | Erstveröffentlichung: 3. Oktober 1966    |
| 1967 | I’m a Lonesome Fugitive Capitol Records                                                            | US165 (10 Wo.)US | Country3 (31 Wo.)Country | Erstveröffentlichung: 4. März 1967       |
| 1967 | Branded Man/I Threw Away the Rose Capitol Records                                                  | US167 (4 Wo.)US | Country1 (30 Wo.)Country | Erstveröffentlichung: 28. August 1967    |
| 1968 | Sing Me Back Home Capitol Records                                                                  | — | Country1 (24 Wo.)Country | Erstveröffentlichung: 2. Januar 1968     |
| 1968 | The Legend of Bonnie & Clyde Capitol Records                                                       | — | Country6 (26 Wo.)Country | Erstveröffentlichung: 8. April 1968      |
| 1968 | Mama Tried Capitol Records                                                                         | — | Country4 (29 Wo.)Country | Erstveröffentlichung: 3. Oktober 1968    |
| 1969 | Pride in What I Am Capitol Records                                                                 | US189 (7 Wo.)US | Country11 (15 Wo.)Country | Erstveröffentlichung: 3. Februar 1969    |
| 1969 | Same Train, a Different Time Capitol Records                                                       | US67 (18 Wo.)US | Country1 (34 Wo.)Country | Erstveröffentlichung: 1. Mai 1969        |
| 1969 | A Portrait of Merle Haggard Capitol Records                                                        | US99 (11 Wo.)US | Country3 (28 Wo.)Country | Erstveröffentlichung: 2. September 1969  |
| 1970 | A Tribute to the Best Damn Fiddle Player in the World (or, My Salute to Bob Wills) Capitol Records | US58 (9 Wo.)US | Country2 (21 Wo.)Country | Erstveröffentlichung: 16. November 1970  |
| 1971 | Hag Capitol Records                                                                                | US66 (15 Wo.)US | Country1 (30 Wo.)Country | Erstveröffentlichung: 22. April 1971     |
| 1971 | Someday We’ll Look Back Capitol Records                                                            | US108 (10 Wo.)US | Country4 (26 Wo.)Country | Erstveröffentlichung: 9. August 1971     |
| 1972 | Let Me tell You About a Song Capitol Records                                                       | US166 (8 Wo.)US | Country7 (19 Wo.)Country | Erstveröffentlichung: Juni 1972          |
| 1972 | It’s Not Love (But It’s Not Bad) Capitol Records                                                   | — | Country1 (22 Wo.)Country | Erstveröffentlichung: Dezember 1972      |
| 1974 | If We Make it Through December Capitol Records                                                     | US190 (3 Wo.)US | Country4 (21 Wo.)Country | Erstveröffentlichung: Februar 1974       |
| 1974 | Merle Haggard Presents His 30th Album Capitol Records                                              | — | Country1 (30 Wo.)Country | Erstveröffentlichung: August 1974        |
| 1975 | Keep Movin’ On Capitol Records                                                                     | US129 (9 Wo.)US | Country1 (31 Wo.)Country | Erstveröffentlichung: April 1975         |
| 1976 | It’s All in the Movies Capitol Records                                                             | — | Country1 (25 Wo.)Country | Erstveröffentlichung: Februar 1976       |
| 1976 | My Love Affair with Trains Capitol Records                                                         | — | Country7 (15 Wo.)Country | Erstveröffentlichung: Juli 1976          |
| 1976 | The Roots of My Raising Capitol Records                                                            | — | Country8 (17 Wo.)Country | Erstveröffentlichung: November 1976      |
| 1977 | Ramblin’ Fever MCA Records                                                                         | — | Country5 (25 Wo.)Country | Erstveröffentlichung: Mai 1977           |
| 1977 | A Working Man Can’t Get Nowhere Today Capitol Records                                              | — | Country28 (9 Wo.)Country | Erstveröffentlichung: September 1977     |
| 1977 | My Farewell to Elvis MCA                                                                           | US133 (5 Wo.)US | Country6 (21 Wo.)Country | Erstveröffentlichung: Oktober 1977       |
| 1978 | I’m Alway on a Mountain When I Fall MCA                                                            | — | Country17 (20 Wo.)Country | Erstveröffentlichung: Juni 1978          |
| 1979 | Serving 190 Proof MCA                                                                              | — | Country17 (25 Wo.)Country | Erstveröffentlichung: April 1979         |
| 1980 | The Way I Am MCA                                                                                   | — | Country16 (39 Wo.)Country | Erstveröffentlichung: April 1980         |
| 1980 | Back to the Barrooms MCA                                                                           | — | Country8 (52 Wo.)Country | Erstveröffentlichung: Oktober 1980       |
| 1981 | Big City Epic Records                                                                              | US161 Gold · (28 Wo.)US | Country3 (80 Wo.)Country | Erstveröffentlichung: Oktober 1981       |
| 1982 | Going Where the Lonely Go Epic                                                                     | — | Country3 (53 Wo.)Country | Erstveröffentlichung: November 1982      |
| 1983 | That’s the Way Love Goes Epic                                                                      | — | Country8 (50 Wo.)Country | Erstveröffentlichung: August 1983        |
| 1984 | It’s All in the Game Epic                                                                          | — | Country1 (49 Wo.)Country | Erstveröffentlichung: 1984               |
| 1985 | Kern River Epic                                                                                    | — | Country8 (32 Wo.)Country | Erstveröffentlichung: 1985               |
| 1986 | A Friend in California Epic                                                                        | — | Country2 (31 Wo.)Country | Erstveröffentlichung: 1986               |
| 1986 | Out Among the Stars Epic                                                                           | — | Country15 (18 Wo.)Country | Erstveröffentlichung: 1986               |
| 1987 | Chill Factor Epic                                                                                  | — | Country8 (81 Wo.)Country | Erstveröffentlichung: 1987               |
| 1989 | 5:01 Blues Epic                                                                                    | — | Country28 (36 Wo.)Country | Erstveröffentlichung: 1989               |
| 1990 | Blue Jungle Curb Records                                                                           | — | Country47 (34 Wo.)Country | Erstveröffentlichung: 1990               |
| 1994 | 1994 Curb Records                                                                                  | — | Country60 (4 Wo.)Country | Erstveröffentlichung: 1994               |
| 1996 | 1996 Curb Records                                                                                  | — | — | Erstveröffentlichung: 23. Januar 1996    |
| 2000 | If I Could Only Fly ANTI-Records                                                                   | — | Country26 (27 Wo.)Country | Erstveröffentlichung: 10. Oktober 2000   |
| 2001 | Roots, Volume 1 ANTI-                                                                              | — | Country47 (14 Wo.)Country | Erstveröffentlichung: 6. November 2001   |
| 2002 | The Peer Sessions Audium                                                                           | — | — | Erstveröffentlichung: 21. Mai 2002       |
| 2003 | Haggard Like Never Before Hag                                                                      | — | Country40 (5 Wo.)Country | Erstveröffentlichung: 23. September 2003 |
| 2004 | Unforgettable Capitol Nashville                                                                    | — | Country39 (5 Wo.)Country | Erstveröffentlichung: 14. Dezember 2004  |
| 2005 | Chicago Wind Capitol Nashville                                                                     | — | Country54 (3 Wo.)Country | Erstveröffentlichung: 25. Oktober 2005   |
| 2007 | The Bluegrass Sessions McCoury                                                                     | — | Country43 (7 Wo.)Country | Erstveröffentlichung: 2. Oktober 2007    |
| 2010 | I Am What I Am Vanguard Records                                                                    | US77 (3 Wo.)US | Country18 (21 Wo.)Country | Erstveröffentlichung: 20. April 2010     |
| 2011 | Working in Tennessee Capitol nashville                                                             | US155 (1 Wo.)US | Country30 (9 Wo.)Country | Erstveröffentlichung: 25. Oktober 2011   |